# Brenda Ramaekers
Brenda Ramaekers (3 november 1985) is een Nederlands rolstoelbasketbalster en woont in Den Helder.
Ramaekers begon op haar zesde met basketballen. Op haar zestiende struikelde Ramaekers over een sporttas, waarop ze posttraumatische dystrofie ontwikkelde. De diagnose werd te laat gesteld om nog een succesvolle behandeling te kunnen ondergaan, waardoor ze in een rolstoel terechtkwam. Al tijdens het revalideren begon Ramaekers weer met basketballen maar nu vanuit de rolstoel.
Met het Nederlandse team deed Ramaekers in 2008 mee aan de Paralympische Zomerspelen in Peking, waar ze de kwartfinales haalde.
In het dagelijks leven is zij sociaalpedagogisch werker.